# Paul Roux
Paul Roux ist eine Stadt in der Provinz Freistaat. Sie liegt ungefähr 250 Kilometer nordöstlich von Bloemfontein und 40 Kilometer westlich von Bethlehem. 2011 hatte sie 437 Einwohner. Das benachbarte Township Fateng Tse Ntsho hatte 5715 Einwohner.

## Geschichte
Die Stadt wurde 1909 von Paul Hendrik Roux, Reverend der Niederländisch-reformierten Kirche Südafrikas, auf der Farm Palmietfontein gegründet.
Ein Denkmal auf der Farm Tevrede erinnert an die Kinder der Buren, die während des Großen Trecks an Masern verstarben. Während des Zweiten Burenkrieges (1899 bis 1902) besetzten die Briten die Farm Witnek und richteten im Wohnhaus ein Lazarett ein. Ein Erbe der Apartheid ist das östlich der Stadt gelegene Township Fateng-Tse-Ntsho.

## Wirtschaft und Verkehr
Die Landwirtschaft ist der vorherrschende Wirtschaftszweig. Die um Paul Roux wachsenden Pappeln werden in der Streichholzindustrie verarbeitet.
Außerdem bietet Paul Roux einige Ziele für Touristen. So kann man Höhlenmalereien der San besichtigen. Auf der Farm Uniondale wurden Dinosaurierfußabdrücke gefunden. Charakteristisch für Paul Roux sind die Sandsteingebäude, insbesondere die Schule aus dem Jahre 1912 und die Niederländisch-reformierte Kirche.
Über die Nationalstraße N5 hat Paul Roux eine Straßenverbindung nach Durban und Bloemfontein sowie nach Johannesburg.

## Persönlichkeiten
- Pieter Willem Botha (1916–2006), Premierminister und Staatspräsident Südafrikas, geboren in Paul Roux